# Saturnia ochraceofasciata
Saturnia ochraceofasciata är en fjärilsart som beskrevs av Schultz. 1909. Saturnia ochraceofasciata ingår i släktet Saturnia och familjen påfågelsspinnare. Inga underarter finns listade.